# The Document Foundation
A Document Foundation ( TDF ) egy non-profit szervezet, amely nyílt forráskódú dokumentumkezelő szoftvereket népszerűsít. Az OpenOffice.org közösség tagjai hozták létre a LibreOffice kezelésére és fejlesztésére, egy ingyenes és nyílt forráskódú irodai csomagra, és Németországban legálisan Stiftung néven van bejegyezve.  Célja, hogy gyártótól független irodai csomagot hozzon létre ODF támogatással vállalati irányítástól mentes fejlesztői környezetben. 
A Document Foundationt részben azért hozták létre, mert attól tartottak, hogy az Oracle Corporation a Sun Microsystems felvásárlása után abbahagyja az OpenOffice.org fejlesztését, ahogyan azt az OpenSolaris esetében tette.